# 小行星15559
小行星15559（15559 Abigailhines）是一颗绕太阳运转的小行星，为主小行星带小行星。该小行星于2000年4月5日发现。

## 轨道参数
小行星15559的轨道半长轴为2.6174535 UA，离心率为0.0828943。